# Chi Cá lịch vân
Cá lịch vân, tên khoa học Echidna là một chi cá lịch trong họ Cá lịch biển.

## Loài
Ngoài các loài được liệt kê dưới đây, Gymnomuraena zebra đôi khi được bao gồm trong Echidna:
- Echidna amblyodon (Bleeker, 1856)
- Echidna catenata (Bloch, 1795)
- Echidna delicatula (Kaup, 1856): cá lịch vân chấm
- Echidna leucotaenia L. P. Schultz, 1943
- Echidna nebulosa (J. N. Ahl, 1789): cá lịch vân vạch, cá lịch hoa to
- Echidna nocturna (Cope, 1872)
- Echidna peli (Kaup, 1856)
- Echidna polyzona (J. Richardson, 1845): cá lịch vân vòng
- Echidna rhodochilus Bleeker, 1863
- Echidna unicolor L. P. Schultz, 1953
- Echidna xanthospilos (Bleeker, 1859)

Ở Việt Nam có 3 loài là cá lịch vân chấm, cá lịch vân vạch hay cá lịch hoa to và cá lịch vân vòng.